# هلاکو رامبد
هلاکو رامبد (زاده ۱۸ آبان ۱۲۹۸ خورشیدی در تهران – درگذشته ۲ اردیبهشت ۱۳۸۶ در نانسی فرانسه) نماینده دوره‌های ۱۹ الی ۲۴ مجلس شورای ملی ایران بود.

عکسی از کارت پستال قدیمی به امضای هلاکو رامبد

## خانواده
هلاکو فرزند آخر محمدحسین‌خان کرگانرودی ملقب به سالار اسعد فرزند نصرت‌الله خان سردارامجد حاکم خمسه طوالش در دوران قاجار بود. مادرش شوکت‌الدوله دختر میرزامحمود خان علامیر ملقب به احتشام السلطنه بود که دومین رئیس مجلس در اولین دوره مجلس شورای ملی بود.

## تحصیلات
از کلاس ششم ابتدایی وارد دبستان نظام شد و با درجه ستوان دومی از دانشکده افسری در رشته توپخانه فارغ‌التحصیل شد. وی پس از اتمام دوره دانشکده افسری، از ۱۳۱۸تا ۱۳۲۱ فرمانده هنگ توپخانه شد. سپس از ارتش کناره‌گیری کرد. در ۱۳۳۰ش به آمریکا رفت و دوره مدیریت تجارت را در آنجا سپری کرد.

هلاکو رامبد

## فعالیت‌های تجاری
در سالهای ۱۳۲۹ تا ۱۳۳۶ مدیر شرکتهای سهامی پرس اکسپرس و سهامی ایتان اکسپرس بود؛ و پس از تشکیل سندیکای هواپیمایی کشور، دبیر این سندیکا گردید، و در تهران به مدت ۷ سال مأمور آلیتالیا شد.

## فعالیتهای سیاسی و نمایندگی مجلس شورای ملی
قبل از کودتای ۲۸ مرداد عضو  جبهه ملی بود، اما پس از آن به رژیم پهلوی تمایل پیدا کرد. آغاز فعالیت سیاسی وی حضور در انتخابات دوره‌های هفدهم و هجدهم مجلس شورای ملی بود که موفقیتی کسب نکرد، اما در دوره‌های ۱۹ مجلس شورای ملی تا دوره ۲۴ به عنوان نماینده مردم طوالش در این مجلس حضور داشت.
رامبد نه تنها سخنگوی اصلی حزب در مجلس بود، بلکه در محافل حزبی یکی از فعال‌ترین و جاه‌طلب‌ترین رهبران حزب به حساب می‌آمد. وی معتقد بود که حزب مردم با دو مسئله اصلی مواجه است: یکی داخلی و دیگری خارجی. می‌گفت: «که حزب ایران نوین از دستگاه‌های دولتی برای اعمال فشار بر حزب مردم و پرسنل آن استفاده می‌کند و حزب مردم هیچ وسیله‌ای برای مقابله و حتی حفاظت پرسنل خود ندارد، بنابراین امید کمی در داخل حزب به پیشرفت وجود دارد. همزبان با آن، تقسیم‌بندی عمیقی در داخل حزب مردم وجود دارد که مانع تمرکز انرژی پرسنل موجود آن بر مسائل کلیدی است». او سعی می‌کرد که روحیه وحدت را در حزب برقرار نماید. در سال ۱۳۳۹ احزاب ظاهراً در ایران فعالیت سیاسی داشتند: حزب ملیون به دبیرکلی دکتر منوچهر اقبال نخست‌وزیر، و حزب مردم به دبیرکلی اسدالله علم. هلاکو رامبد از دوستان علم و لیدر حزب مردم در مجلس شورای ملی بود و در حوزه انتخابیه اش طوالش با لیدر حزب ایران نوین سلیمان پاشا خان بابکان ساسانی فرزند نصرت الله خان سردارمقتدر در رقابتی تنگاتنگ.

## حضور در هیئت دولت
هلاکو رامبد در سال ۱۳۵۶ در کابینه جمشید آموزگار از نمایندگی مردم استعفا داد و به سمت سخنگوی دولت، وزیر مشاور و معاون سیاسی و پارلمانی منصوب گردید. رامبد در این مقام، رفتار اهانت‌آمیزی با نمایندگان مخالف دولت داشت.

## پس از انقلاب ۵۷ ایران
رامبد پس از انقلاب ۵۷ ایران در دادگاه انقلاب اسلامی به اعدام محکوم و اموال وی مصادره شد.
حبیب لاجوردی در ضمن پروژه تاریخ شفاهی ایران در سال ۱۹۸۳ در نیس فرانسه با او مصاحبه کرده‌است.

## خدمات
ایجاد کارخانه چوب‌بری اسالم و کارخانه چوکا (چوب و کاغذ گیلان) در شهرستان هشتپر طوالش و در پونل یکی از خدمات او می‌باشد. کارخانه‌های مذکور را برادران شاه اصرار داشتند به مازندران ببرند و او در مقابل اعمال نفوذ آنها ایستادگی نمود و مبارزه کرد تا سرانجام موفق شد کارخانه‌های مذکور را در تالش مستقر گرداند.

## درگذشت
رامبد در روز دوم اردیبهشت ۱۳۸۶ در شهر نانسی، فرانسه درگذشت، از وی چهار فرزند پسر و پنج دختر باقی است.

## فعالیت سیاسی
- عضو جبهه ملی تا سال ۱۳۲۹
- در سال‌های ۱۳۲۹ تا ۱۳۳۶ مدیر شرکتهای سهامی پرس اکسپرس و سهامی ایتان اکسپرس
- در سال‌های ۱۳۳۶ تا۱۴۴۳ به مدت ۷ سال نماینده شرکت هواپیمایی آلیتالیا ایتالیا در ایران شد
- نماینده مردم طوالش در دوره‌های ۱۹ الی ۲۴ مجلس شورای ملی
- سخنگوی حزب مردم در مجلس
- در سال ۱۳۵۶ سخنگوی دولت
- وزیر مشاور و معاون سیاسی پارلمانی دولت آموزگار